# Callum Turner
Callum Turner, född 15 februari 1990 i London, är en brittisk skådespelare.
Turner har bland annat medverkat i TV-serierna Krig och fred från 2016 och Masters of the Air  som hade premiär 26 januari 2024. Han har även medverkat i filmerna Emma från 2020 och Fantastiska vidunder: Dumbledores hemligheter från 2022.

## Filmografi (i urval)
- 2016: Krig och fred
- 2020: Emma
- 2021: Sista brevet från din älskade
- 2023: Fantastiska vidunder: Dumbledores hemligheter
- 2023: Masters of the Air
- 2025 – Eternity
- 2025 – Rose of Nevada